# Crise política na Guatemala em 2023
A crise política na Guatemala em 2023 iniciou-se após a divulgação dos resultados preliminares do primeiro turno eleitoral das eleições de 25 de junho de 2023, nos quais surpreendentemente Bernardo Arévalo ficou em segundo lugar atrás de Sandra Torres e passou para o segundo turno que foi realizado em 20 de agosto. Durante o processo eleitoral, as pesquisas não identificaram a ascensão de Arévalo, apesar do elevado descontentamento popular com a "classe política" do país, provavelmente acontecimentos um dia antes das eleições direcionaram o voto popular para um candidato desconhecido até poucos meses antes.
Dias depois, os principais partidos políticos alegaram suposta fraude na computação dos dados para o sistema eletrônico e solicitaram recontagem que foi concedida pelo judiciário do país. Não tendo conseguido reverter o resultado, o Ministério Público entrou em cena anunciando uma ordem judicial que estabeleceu a suspensão do partido Movimento Semilla e a não atribuição dos seus cargos eletivos, o que colocou em risco o segundo turno eleitoral, embora este tenha sido realizado por ordem judicial. Após a oficialização dos resultados e a proclamação de Bernardo Arévalo como presidente eleito, o Ministério Público realizou uma série de buscas nas urnas eleitorais diante das denúncias sobre suposta “fraude” que o partido UNE reivindicou ao não aceitar os resultados das eleições. Além disso, solicitaram a retirada do direito de pré-julgamento dos magistrados  do Tribunal Superior Eleitoral (TSE) devido a supostas ilegalidades do sistema de Transmissão de Resultados Eleitorais Preliminares (TREP).
Em 8 de dezembro de 2023, o Ministério Público declarou que as atas eleitorais utilizadas nas eleições “são nulas e sem efeito”, pois “não foram autorizadas” inicialmente pelo Tribunal Superior Eleitoral, portanto seriam anuladas as eleições para presidente, deputados, prefeito e deputados ao Parlamento Centro-Americano.

## Desenvolvimento
No dia 26 de junho, alguns concorrentes aceitaram os resultados, sendo eles Zury Ríos e Edmond Mulet que nas pesquisas apareceram como fortes companheiros de Torres no segundo turno, apesar de dias depois Ríos ter retirado a publicação onde expressava seu reconhecimento pelos resultados.
Os resultados preliminares das eleições gerais indicavam que Sandra Torres da Unidade Nacional da Esperança (UNE) e Bernardo Arévalo do Movimento Semilla (Semilla) competiriam no segundo turno, enquanto o candidato governista Manuel Conde Orellana do Vamos ficou posicionado em terceiro lugar. No entanto, a certificação dos resultados foi atrasada devido a um controverso recurso de amparo concedido pela Corte de Constitucionalidade (CC) a nove partidos de direita, incluindo o partido governista Vamos. Estes partidos contestaram o resultado alegando "irregularidades" e "fraude eleitoral" a favor de Arévalo, chegaram inclusive a pedir uma nova eleição ou uma recontagem dos votos. A Corte ordenou uma nova revisão das atas impugnadas, que foi realizada durante a primeira semana de julho e não refletiu grandes alterações nos resultados preliminares, inclusive em algumas mesas os votos para Arévalo aumentaram. Apesar disso, os partidos vencidos aumentaram a narrativa de fraude e alegaram que não foi cumprido o que foi determinado pelo tribunal.  Posteriormente, a Corte Suprema de Justiça declarou nulo o recurso de amparo solicitado pelos partidos que buscavam a recontagem dos locais de votação e que a oficialização dos resultados provavelmente atrasaria, a partir de então o Tribunal Supremo Eleitoral foi autorizado a oficializar os resultados eleitorais e a realização do segundo turno entre Torres e Arévalo.
Em 12 de julho do mesmo ano, o Tribunal Superior Eleitoral oficializou o resultado e confirmou que Torres e Arévalo disputariam o segundo turno; porém, ao mesmo tempo, o promotor Rafael Curruchiche, do Ministério Público, anunciou que, a pedido do Promotoria Especial contra a Impunidade, o juiz Fredy Orellana ordenou a suspensão da personalidade jurídica do Movimento Semilla devido a um suposto caso de assinaturas falsas de afiliados para a formação do partido político e ordenou que o tribunal eleitoral suspendesse o partido político e, portanto, a suspensão da atribuição de qualquer cargo eletivo em que tenham participado, anunciando-o quase em forma de celebração. Tanto o Tribunal Superior Eleitoral quanto os juristas afirmaram que o juiz não agiu conforme  a Lei Eleitoral e dos Partidos Políticos e que sua medida prejudicava o desenvolvimento do segundo turno eleitoral porque impedia a participação do partido nele e que provavelmente buscava retirar Arévalo da disputa. Diante disso, o Movimento Semilla apresentou um recurso de amparo perante a Corte de Constitucionalidade para reverter a ordem do juiz. O tribunal concedeu o recurso de amparo provisoriamente e o Semilla manteve-se no segundo turno, no qual venceu com 61% dos votos. A partir daí, foram convocadas manifestações para solicitar a renúncia da procuradora-geral María Consuelo Porras, do promotor Curruchiche e da juíza Orellana.
Perante isto, Sandra Torres não voltou a manifestar-se nos meios de comunicação desde a última realizada ao meio-dia do mesmo dia das eleições onde alegou supostas irregularidades no processo. Na sexta-feira, 25 de agosto, a comissão executiva da UNE apresentou denúncia contra o tribunal eleitoral, alegando que o sistema de Transmissão de Resultados Eleitorais Preliminares (TREP) falhou e que apresentava irregularidades como: atas carregadas antes do término da eleição, votos que não concordavam fisicamente com o sistema, duplicação de cédulas, além de terem sido apresentadas mais atas do que o número de mesas habilitadas, porém isso se deu pelo fato do TSE também ter realizado eleições municipais em cinco municípios.
No dia 12 de setembro, o Ministério Público invadiu a sede onde o TSE guardava as urnas com as cédulas e os registros dos resultados eleitorais devido a uma suposta denúncia de “um cidadão” que assegurava que os resultados reais não concordavam com o que foi publicado no TREP, apesar de o TSE ter explicado diversas vezes que se tratava apenas de um sistema de informação e que os resultados oficiais eram obtidos com base nas atas físicas. A presença do Ministério Público no local durou dois dias e a mídia tirou fotos onde promotores contavam os votos sem qualquer tipo de formalidade e quebrando a proteção desses. Em novembro, foi divulgado o áudio da audiência em que foi solicitada a operação e onde os promotores apontaram a necessidade de contagem dos votos. O pedido derivou de uma denúncia apresentada pelo ativista Giovanni Fratti, integrante da organização Guatemala Inmortal que denunciava "fraude" em suas colunas, e foi por isso que membros do Ministério Público solicitaram ao juiz autorização para revistar o depósito onde se encontravam os votos e registos eleitorais.
Em setembro de 2023, o Ministério Público apresentou pedido de retirada da imunidade contra os magistrados em resposta a uma investigação realizada devido a uma denúncia apresentada por partidos políticos e pela UNE. A investigação começou em julho e, segundo o Ministério Público, o sistema de transmissão de dados apresentou irregularidades tanto no seu funcionamento quanto na aquisição deste. Algumas organizações civis também apresentaram denúncias contra magistrados e funcionários do Tribunal Superior Eleitoral sob argumentos de que houve compras supostamente anômalas ou supervalorizadas.
Dias depois do segundo turno, o diretor do Registro de Cidadãos sofreu pressão para suspender o partido vencedor das eleições, o que fez no final de agosto, mas o plenário do TSE suspendeu a ordem porque o processo eleitoral ainda estava em andamento, segundo o decreto de convocação, isso fez com que os magistrados do tribunal recebessem sugestões de prorrogação do referido decreto para evitar que ações do Ministério Público impedissem a posse dos cidadãos eleitos; porém, não o fizeram porque finalizá-lo era uma forma de garantir os resultados das eleições.

## Reações
A constante judicialização das eleições tem sido amplamente criticada por diversas organizações nacionais e internacionais, incluindo o Tribunal Supremo Eleitoral, a sociedade civil, o setor privado, organizações não-governamentais, os meios de comunicação, a Igreja Católica, a Missão de Observação Eleitoral na Guatemala, a Organização das Nações Unidas, a Organização dos Estados Americanos, os Estados Unidos, o Reino Unido e países europeus e latino-americanos, que pediram o respeito dos resultados eleitorais, negaram as acusações de fraude e afirmaram que os resultados coincidiam com as suas observações, também condenaram a tentativa de banimento do partido Semilla.
Até mesmo, numa declaração bipartidária, o Congresso dos Estados Unidos pediu ao presidente Joe Biden que impusesse sanções contra os responsáveis por "ameaçarem a democracia" na Guatemala. Cerca de vinte ex-presidentes conservadores da Espanha e da América Latina emitiram uma declaração conjunta na qual condenaram a tentativa para desqualificar Arévalo e seu partido político, e compararam à recente inabilitação da líder da oposição venezuelana María Corina Machado. O jornalista argentino Andrés Oppenheimer descreveu as acusações de fraude eleitoral na Guatemala como uma tentativa de "golpe de Estado", e comparou-as às tentativas de Donald Trump de anular os resultados das eleições presidenciais dos Estados Unidos em 2020. Por sua vez, o Ministério Público defendeu-se afirmando que não tem intenção de “interferir” nem de “inabilitar” a participação dos candidatos e a tomada de posse dos eleitos.
Esta judicialização gerou descontentamento entre a população, o que foi manifestado pelas autoridades ancestrais dos 48 cantones de Totonicapán durante nos protestos na Guatemala em 2023.

## Nota
- Este artigo foi inicialmente traduzido, total ou parcialmente, do artigo da Wikipédia em castelhano cujo título é «Crisis política en Guatemala de 2023».